# همگی به‌سوی زندان
همگی به‌سوی زندان (اسپانیایی: Todos a la cárcel‎) یک فیلم کمدی به کارگردانی لوئیس گارسیا برلانگا است که در سال ۱۹۹۳ منتشر و همان سال برندهٔ جایزه گویا برای بهترین فیلم، «جایزه گویا برای بهترین کارگردانی» و «جایزه گویا برای بهترین صدابرداری و صداگذاری» شد. داستان فیلم تماماً در زندانی در شهر والنسیا و طی روزی به نام «همگی به‌سوی زندان» می‌گذرد که رویدادی است برای دورهم جمع کردن و گرامی داشتن دوبارهٔ قربانیان ظلم و سرکوب دیکتاتوری فرانسیسکو فرانکو.

## گزیدهٔ بازیگران
- خوزه سازاتورنیل
- خوزه ساکریستان
- آگوستین گونسالس
- مانوئل الکساندره
- رافائل آلونسو
- خوزه لوئیس بورائو
- خوزه لوئیس لوپس باسکس
- لوئیس سیخس
- خواکین کلیمنت
- خوان لوئیس گالیاردو
- چوس لامپره‌آبه
- سانتیاگو سگورا
- آمپارو سولر لئال
- آنتونیو گامرو
- گی‌یرمو مونتسینوس